# ویلی بریتو
ویلی بریتو (انگلیسی: Willie Britto؛ زادهٔ ۱ ژوئن ۱۹۹۶) بازیکن فوتبال اهل ساحل عاج است.
از باشگاه‌هایی که در آن بازی کرده است می‌توان به باشگاه فوتبال زوریخ اشاره کرد.
وی همچنین در تیم‌های ملی فوتبال زیر ۲۰ سال ساحل عاج و ساحل عاج بازی کرده است.